# Годунок Ярослав Миколайович
Годуно́к Яросла́в Микола́йович (*2 липня 1977 р.) — український політик та громадський діяч.

## Життєпис
Народився в с. Любахи Володимирецького району Рівненської області. Працював трактористом.
У 1995—1997 роках служив у Збройних силах України. Наприкінці 1997 року пішов працювати в Головне управління МВС Києва в спецпідрозділ міліції «Беркут».

### Суд
29 червня 2000 року Годунок, працюючи у «Беркуті», разом з ще одним міліціонером увірвалися до квартири киянки, вимагаючи гроші. 16 травня 2002 року Святошинський райсуд Києва ухвалив рішення по справі Годунка, засудивши його до 5 років, бо той як водій машини «Беркуту» брав участь у квартирних крадіжках, але звільнив від відбування покарання, встановивши випробувальний термін на 3 роки з урахуванням каяття і відшкодування шкоди. За законом, судимість вважається погашеною після завершення терміну покарання.

### Громадська діяльність
2000 — обраний першим заступником голови Київської обласної організації «Молодий Рух».
З вересня 2001 року до жовтня 2005 працював у Київській обласній організації ГО «Спілка власників землі». Спершу як юрист-консультант — до березня 2002, потім як виконавчий директор — до жовтня 2002, потім як голова — до жовтня 2005 року.

### Політика
З березня 2002 року по лютий 2005 року — помічник-консультант народного депутата Оксани Білозір на громадських засадах.
У Київському обласному виборчому штабі блоку «Наша Україна» під час парламентської виборчої компанії 2002 р. був координатором відділу по роботі з молоддю. Виборча кампанія 2004 року — виборчий штаб Віктора Ющенка у Київській області.[джерело?]
Член партії «Пора», жовтня 2005 року голова політради партії.[джерело?]
У березні 2005 року став помічником народного депутата Олександра Марченка.
Депутат Бориспільської міської ради V та VI скликань, президент благодійного фонду «Надія».[джерело?] Був членом Радикальної партії Ляшка, після цього був у партії ВО «Батьківщина». 2017 року став секретарем міської ради.
29 серпня 2019 року Годунок напав на активіста Ігоря Петровскіса в приміщенні Бориспільської міськради, було відкрито кримінальну справу, перекваліфіковану на хуліганство.